# Federbachbruch
Das Federbachbruch ist ein Moor- und Feuchtgebiet in der Oberrheinebene auf den Gemarkungen von Muggensturm im Landkreis Rastatt und Malsch im Landkreis Karlsruhe, das durch Verordnung des Regierungspräsidiums Karlsruhe seit 22. Dezember 1982 als Naturschutzgebiet ausgewiesen ist. Seinen Namen verdankt es dem Federbach. Das Schutzgebiet umfasst eine Fläche von 43 ha und liegt auf 119 m ü. NN.
Das Federbachbruch hat eine artenreiche Flora und Fauna. So findet man hier über 100 Vogelarten, rund 30 Schmetterlings- und 11 Libellenarten.

## Schutzzweck
Schutzzweck ist die Erhaltung eines Restes des Federbachbruches, die Erhaltung der typischen und ausgedehnten Vegetation feuchter Standorte (Schilfröhricht, Großseggenrieder, Feuchtwiesen und Bruchwälder) und die Erhaltung, Sicherung und Förderung der vielfältigen, aber stark gefährdeten Tierwelt (u. a. Vögel, Amphibien und Insekten) des Bruches.